# Le Chemin de l'or (film, 1965)
Pour les articles homonymes, voir Le Chemin de l'or.
Pour plus de détails, voir Fiche technique et Distribution.
Le Chemin de l'or (Finger on the Trigger) est un western américano-espagnol sorti en 1965, réalisé par Sidney W. Pink.

## Synopsis
Après la fin de la guerre civile, un groupe de nordistes dirigé par l'ex-lieutenant Winton se rend au Nouveau-Mexique pour y tenter sa chance. Ils traversent un territoire indien hostile, et Winton maintient un minimum de discipline militaire. Après un court repos, ils se rendent au Fort Grant tout proche, où une mauvaise surprise les attend : le Major Hyde, commandant du poste militaire soi-disant transformé en camp de prisonniers, leur refuse l'eau et la nourriture. Ce n'est que plus tard que Winton découvre qu'il avait affaire à des sudistes déguisés qui attendaient l'arrivée d'une Violet Belmont afin de récupérer l'or caché par son père banquier dans la ville fantôme voisine de Southernville pendant la guerre. Le but de ce complot était de continuer la lutte de la Confédération depuis le Mexique. La belle blonde arrive un peu plus tard, mais la perspective du métal précieux a depuis longtemps provoqué des tensions ; le lieutenant sudiste Ed Bannister désobéit aux ordres de Hyde et a son propre projet.
Pendant ce temps, l'or est accidentellement découvert sous la forme de fers à cheval dans la forge de Southernville, où le groupe des yankees s'est réfugié. Le sergent Hillstrom s'oppose alors à Winton qui veut rapporter le trésor au gouverneur. Malgré une dispute, l'équipe reste unie sous la menace des signaux de fumée des Indiens. Seuls Hillstrom et le jeune Fred, facilement influençable, s'en vont chez les peaux rouges. Winton veut ramener ses hommes à Fort Grant, pour s'unir avec Hyde face aux dangers imminents. Mais ils croisent déjà les sauvages sur le chemin. Entre-temps, les hommes de Hyde avaient déjà quitté le fort pour Southernville.
C'est ainsi que les huit nordistes restants se replient dans la ville fantôme. Un peu plus tard arrivent les sudistes, qui ont également en otage un major de l'Union. Hyde capture Winton, mais doit aussi arrêter Bannister trop agressif. Il se rend vite compte qu'il ne peut survivre qu'avec l'aide des nordistes face à la menace indienne. Un vieux canon retrouvé là semble le moyen le plus efficace pour lutter contre la supériorité numérique des Peaux-Rouges poussés par Hillstrom ; seul problème, il n'y a pas de boulets : il faut donc fondre les fers à cheval dorés en boulets. Les sauvages sont finalement vaincus, et Fred repenti contribue au dénouement en tuant d'abord Hillstrom puis le chef Numitah. Entre-temps, Hyde est tué par une flèche d'un Indien blessé. À la fin, Winton survivant se rend à Santa Fe accompagné de Violet.

## Fiche technique
Sauf indication contraire, les informations mentionnées dans cette section peuvent être confirmées par la base de données cinématographiques IMDb,  présente dans la section « Liens externes ».
- Titre français : Le Chemin de l'or[1]
- Titre original anglais : Finger on the Trigger
- Genre : Western
- Réalisation : Sidney W. Pink
- Scénario : Luis de los Arcos, Sidney W. Pink
- Musique : José Solá
- Production : Sidney W. Pink pour Films Internacionales
- Photographie : Antonio Macasoli
- Montage : Margarita de Ochoa
- Décors : Patrick Corcoran
- Costumes : Mia Fonssagrives, Vicki Tiel
- Maquillage : Joe Echover
- Durée : 94 min
- Pays de production :  États-Unis,  Espagne
- Année de sortie : 1965
- Langues originales : anglais, espagnol
- Dates de sortie :
  - Espagne : 22 mars 1965 (El dedo en el gatillo, As Films S.A.)[2]
  - États-Unis : 1er mai 1965 (Finger on the Trigger, Allied Artists Pictures)[2]
  - France : 20 octobre 1965[1] (Le Chemin de l'or)